# تسوشيما (ناغاساكي)
مدينة تسوشيما (بالإنجليزية: Tsushima)‏ هي أحد المدن التابعة لمحافظة ناغاساكي. تأسست رسميًا في 01/03/2004. ويقدر عدد سكانها بـ 36347 نسمة حسب تقدير مكتب الإحصاء الياباني لعام 2012. تبلغ مساحة تسوشيما 708.81 كم2. بكثافة سكانية تبلغ 51.3 نسمة/كم2.

## المناخ
يظهر الجدول التالي التغييرات المناخية على مدار السنة لتسوشيما:
| البيانات المناخية لـتسوشيما       | البيانات المناخية لـتسوشيما | البيانات المناخية لـتسوشيما | البيانات المناخية لـتسوشيما | البيانات المناخية لـتسوشيما | البيانات المناخية لـتسوشيما | البيانات المناخية لـتسوشيما | البيانات المناخية لـتسوشيما | البيانات المناخية لـتسوشيما | البيانات المناخية لـتسوشيما | البيانات المناخية لـتسوشيما | البيانات المناخية لـتسوشيما | البيانات المناخية لـتسوشيما | البيانات المناخية لـتسوشيما |
| الشهر                             | يناير                       | فبراير                      | مارس                        | أبريل                       | مايو                        | يونيو                       | يوليو                       | أغسطس                       | سبتمبر                      | أكتوبر                      | نوفمبر                      | ديسمبر                      | المعدل السنوي               |
| --------------------------------- | --------------------------- | --------------------------- | --------------------------- | --------------------------- | --------------------------- | --------------------------- | --------------------------- | --------------------------- | --------------------------- | --------------------------- | --------------------------- | --------------------------- | --------------------------- |
| متوسط درجة الحرارة الكبرى °م (°ف) | 8.7 (47.7)                  | 9.4 (48.9)                  | 12.8 (55.0)                 | 17.3 (63.1)                 | 21.4 (70.5)                 | 23.9 (75.0)                 | 27.7 (81.9)                 | 29.3 (84.7)                 | 25.9 (78.6)                 | 21.7 (71.1)                 | 16.5 (61.7)                 | 11.5 (52.7)                 | 18.8 (65.9)                 |
| المتوسط اليومي °م (°ف)            | 4.7 (40.5)                  | 5.5 (41.9)                  | 8.7 (47.7)                  | 13.3 (55.9)                 | 17.3 (63.1)                 | 20.5 (68.9)                 | 24.8 (76.6)                 | 26.2 (79.2)                 | 22.5 (72.5)                 | 17.6 (63.7)                 | 12.2 (54.0)                 | 7.2 (45.0)                  | 15.0 (59.1)                 |
| متوسط درجة الحرارة الصغرى °م (°ف) | 1.0 (33.8)                  | 1.8 (35.2)                  | 4.7 (40.5)                  | 9.4 (48.9)                  | 13.3 (55.9)                 | 17.4 (63.3)                 | 22.3 (72.1)                 | 23.5 (74.3)                 | 19.6 (67.3)                 | 13.9 (57.0)                 | 8.3 (46.9)                  | 3.2 (37.8)                  | 11.5 (52.8)                 |
| الهطول مم (إنش)                   | 75.5 (2.97)                 | 92.7 (3.65)                 | 131.2 (5.17)                | 209.9 (8.26)                | 199.3 (7.85)                | 317.7 (12.51)               | 342.7 (13.49)               | 242.5 (9.55)                | 251.0 (9.88)                | 115.5 (4.55)                | 106.4 (4.19)                | 54.7 (2.15)                 | 2٬139٫1 (84.22)             |
| متوسط الرطوبة النسبية (%)         | 62                          | 64                          | 66                          | 72                          | 74                          | 82                          | 85                          | 82                          | 78                          | 71                          | 68                          | 65                          | 72                          |
| ساعات سطوع الشمس الشهرية          | 135.6                       | 125.8                       | 164.6                       | 160.1                       | 186.2                       | 134.9                       | 134.3                       | 175.8                       | 127.0                       | 159.6                       | 142.9                       | 141.7                       | 1٬788٫5                     |
| المصدر: NOAA (1961-1990)          |                             |                             |                             |                             |                             |                             |                             |                             |                             |                             |                             |                             |                             |

## أعلام
- ميسيا